# Pixelatl
El Festival, también conocido como El Festival Pixelatl, es un festival de animación, videojuegos y cómics que se lleva a cabo anualmente en México y, está considerado el más importante en su ámbito dentro de Latinoamérica. Su programa incluye talleres, conferencias, premiaciones, entre otras actividades. 

## Historia
El festival nace con la intención de ser itinerante en 2011 como iniciativa de la asociación Pixelatl con el objetivo de promover y difundir las industrias creativas digitales mexicanas. Su primera edición, planeada para realizarse a finales de aquel año, terminó realizándose en febrero de 2012 en la Ciudad de México, (sin embargo sigue, considerándola como El Festival 2011). El evento contó con un programa de proyecciones, revisión de portafolios de artistas, conferencias especializadas y una entrega de premios a cortometrajes, entre otras actividades. 
La segunda edición se realizó en Torreón, Coahuila durante el mes de octubre de 2013 bajo el nombre de LagunaFest Multimedia. Además de las actividades del festival anterior, se realizó una muestra de industrias creativas. Adicional a esto, a partir de la segunda edición el festival contó con un manifiesto que se utiliza como hilo conductor de las actividades de cada año, además de un cortometraje promocional.
A partir de la tercera edición el festival se tomó como sede la ciudad de Cuernavaca, Morelos, en donde continúo sus actividades de 2014 a 2021, a pesar de que los festivales de 2020 y 2021 se realizaron con un formato en línea. En el año 2022 la asociación Pixelatl se unió a la iniciativa Ciudad Creativa Digital del Estado de Jalisco, por lo que comenzó a realizar sus actividades, incluyendo el Festival, dentro de éste.

## Lista de ganadores
| Año  | Nombre de la producción               | Artista                                                                            | Categoría                                          | Referencias                        |
| ---- | ------------------------------------- | ---------------------------------------------------------------------------------- | -------------------------------------------------- | ---------------------------------- |
| 2011 | Second hand                           | Isaac King                                                                         | Cortometraje Internacional                         | [ 6 ]                              |
| 2011 | Martyris                              | Luis Felipe Hernández Alanis                                                       | Cortometraje Nacional                              | [ 6 ]                              |
| 2012 | Cuentos Cultos Animales               | Luis Felipe Hernández Alanis                                                       | Ideatoon 2012                                      | [ 7 ]                              |
| 2012 | Glenda                                | Armando Camero Treviño                                                             | Páginas animadas                                   | [ 7 ]                              |
| 2014 |                                       | Jorge Alberto Araujo Perez                                                         | Diseño de etiqueta de mezcal conmemorativo         | [ 8 ]                              |
| 2014 | Mariachi Zombie                       | Celso García y Lorena Machuca                                                      | Ideatoon                                           | [ 9 ]                              |
| 2014 | Summon's Alley                        | Edgar Camacho                                                                      | Secuenciarte                                       | [ 9 ]                              |
| 2014 | Jaulas                                | Juan José Medina                                                                   | Páginas animadas                                   | [ 9 ]                              |
| 2015 |                                       | Berenice Álvarez                                                                   | Diseño de etiqueta de mezcal conmemorativo         | [ 10 ]                             |
| 2015 | Zimbo                                 | Juan José Medina y Rita Basulto                                                    | Premio Eso que nos une. Cortometraje Nacional      | [ 10 ]                             |
| 2015 | Ernie Biscuit                         | Adam Eliot                                                                         | Premio Eso que nos une. Cortometraje Internacional | [ 10 ]                             |
| 2015 | Un claro en el bosque                 | Alejandra Gamez                                                                    | Secuenciarte                                       | [ 10 ]                             |
| 2015 | Molly and the cryptos                 | Monster View                                                                       | Ideatoon                                           | [ 11 ] [ 10 ]                      |
| 2016 |                                       | Alonso Lopez Toledo                                                                | Diseño de etiqueta de mezcal conmemorativo         | [ 12 ]                             |
| 2016 | La amistad                            | Steve Granado                                                                      | Discovery Kids La amistad nos vuelve nosotros      | [ 12 ]                             |
| 2016 | Perrita del espacio                   | Gabriel Frugone                                                                    | Cartoon Network Pitch me anything                  | [ 12 ]                             |
| 2016 | Taller de corazones                   | León Fernández                                                                     | Premio Eso que nos une. Cortometraje Nacional      | [ 12 ]                             |
| 2016 | Synphony of two minds                 | Valere Amirault                                                                    | Premio Eso que nos une. Cortometraje Internacional | [ 12 ]                             |
| 2016 | Aleatorio Vol. 1                      | Edkkar                                                                             | SecuenciArte                                       | [ 12 ]                             |
| 2016 | Viking tales                          | Ivanobich Verdizco Vadéz                                                           | Ideatoon                                           | [ 12 ] [ 13 ] [ 14 ] [ 11 ] [ 15 ] |
| 2016 | El báculo de las nubes                | Sant Arellano                                                                      | Ideatoon movies                                    | [ 12 ]                             |
| 2017 |                                       | José Bahena                                                                        | Diseño de etiqueta de mezcal conmemorativo         | [ 16 ]                             |
| 2017 | Konijn                                | Yasmin Islas                                                                       | Corto animado estudiantil mexicano                 | [ 16 ]                             |
| 2017 | Gallina esqueleto                     | Ivonne Torres                                                                      | Promocional día de muertos                         | [ 16 ]                             |
| 2017 | Caballero jaguar                      | Juan José Medina                                                                   | Animando a México en corto                         | [ 16 ]                             |
| 2017 | Aguacera                              | Cecilio Vargas                                                                     | Animando a México en corto                         | [ 16 ]                             |
| 2017 | Aquetzalli                            | Alonso Alejandro Pelayo                                                            | Animando a México en corto                         | [ 16 ]                             |
| 2017 | Vivo México                           | Tomás Sánchez                                                                      | Animando a México en corto                         | [ 16 ]                             |
| 2017 | Tootorial                             | Axur Eneas y Cinema Fantasma                                                       | Cartoon Network Pitch me evolution                 | [ 16 ] [ 17 ]                      |
| 2017 | Al fondo                              | Alba González                                                                      | Secuenciarte                                       | [ 16 ]                             |
| 2017 | Cavalls Morts                         | Marc Riba y Anna Solanas                                                           | Premio Eso que nos une. Cortometraje               | [ 16 ]                             |
| 2017 | Glitch sandwich                       | Gabriel Pichardo                                                                   | Ideatoon                                           | [ 16 ]                             |
| 2017 | Color monsters                        | Gabriel Villavicencio                                                              | Ideatoon serie preescolar                          | [ 16 ] [ 15 ]                      |
| 2017 | Grimalkin                             | Sant Arellano                                                                      | Ideatoon Largometraje                              | [ 16 ]                             |
| 2018 |                                       | Martín Ortega                                                                      | Diseño de etiqueta de mezcal conmemorativo         | [ 18 ]                             |
| 2018 | Carnival                              | Azucena Castillo                                                                   | Corto animado estudiantil                          | [ 18 ] [ 19 ]                      |
| 2018 | Proyecto Super nova                   | Orphan Trolls                                                                      | Anima la imaginación de Canal 5                    | [ 18 ] [ 19 ]                      |
| 2018 | El bosque olvidado                    | Madelein Treviño                                                                   | Cartoon Network Girl Power: Pitch me the future    | [ 20 ] [ 21 ] [ 19 ]               |
| 2018 | El rumor de los huesos                | Imosh 13                                                                           | Secuenciarte                                       | [ 19 ]                             |
| 2018 | La Noria                              | Carlos Baena                                                                       | Premio Eso que nos une.Cortometraje                | [ 19 ]                             |
| 2018 | La balada del fenix                   | Cinema fantasma                                                                    | Ideatoon largometraje                              | [ 19 ]                             |
| 2018 | Curtis and Bean                       | Edino Israel Ferreyra                                                              | Ideatoon                                           | [ 19 ]                             |
| 2019 |                                       | Sandra Rabins                                                                      | Reconocimiento por trayectoria de vida             | [ 22 ]                             |
| 2019 | Canción del lago                      | Carlos Sallas                                                                      | Secuenciarte                                       | [ 22 ] [ 23 ]                      |
| 2019 | Noysi Nomads Freelance                | Sebastián y Diego Ramírez                                                          | Ideatoon                                           | [ 22 ]                             |
| 2019 | The human adventures of Bay & Dot     | Mirelle Ortega                                                                     | Ideatoon Ventana Sur                               | [ 22 ]                             |
| 2020 | Homeless                              | Alberto Vázquez                                                                    | Corto Internacional                                | [ 24 ]                             |
| 2020 | Chocó                                 | Estefanía Piñeres Duque                                                            | Anima Estudio Pitch                                | [ 24 ]                             |
| 2020 | Astropackers                          |                                                                                    | Cartoon Network Girl Power                         | [ 24 ]                             |
| 2020 | Eclosión                              | Rita Basulto                                                                       | Mejor diseño de audio                              | [ 24 ]                             |
| 2020 | Tormenta de Mayo                      | Paulina Márquez                                                                    | Mejor cómic o novela gráfica del año               | [ 24 ]                             |
| 2020 | Neon city riders                      | Mecha studio                                                                       | Videojuego del año                                 | [ 24 ]                             |
| 2020 | Old sandal                            | Micaela Bolaños Meade                                                              | Corto estudiantil mexicano                         | [ 24 ]                             |
| 2020 | La metamorfosis de la metamorfosis    | Felipe Vasconcelos                                                                 | Secuenciarte                                       | [ 24 ]                             |
| 2020 | The Crystal Mountain                  |                                                                                    | Ideatoon                                           | [ 24 ]                             |
| 2020 |                                       | Osmal Axel                                                                         | Diseño de etiqueta de mezcal conmemorativo         | [ 24 ]                             |
| 2021 |                                       | Peter Lord                                                                         | Reconocimiento por Trayectoria de vida             | [ 25 ]                             |
| 2021 |                                       | César Isaac                                                                        | Diseño de etiqueta de mezcal conmemorativo         | [ 25 ]                             |
| 2021 | Digestión                             | Tmic, Erzen, Musa, Delfosse y Lusasik                                              | Cortometraje                                       | [ 25 ]                             |
| 2021 | Emptiness                             | Eduardo Gallardo                                                                   | Corto animado estudiantil mexicano                 | [ 25 ]                             |
| 2021 | Historias del mar                     | Ale Gámez                                                                          | Cómic Mexicano                                     | [ 25 ]                             |
| 2021 | Graek memirues of Azur                | Navegante Entretainment                                                            | Mejor videojuego latinoamericano                   | [ 25 ]                             |
| 2021 | Annah la Javanaise                    | Fatimah Tobing Rony                                                                | Cortometraje internacional                         | [ 25 ]                             |
| 2021 | Ori & Gen                             | Javier Ignacio Luna Crook y Juan Manuel Costa                                      | Cartoon Netwoek: Pitch me preschool                | [ 25 ] [ 26 ]                      |
| 2021 | Zond5                                 | Jorge Silvadoray                                                                   | Secuenciarte                                       | [ 25 ]                             |
| 2021 | San Misterio                          | Carlos Sallas                                                                      | Ideatoon                                           | [ 25 ]                             |
| 2021 | The Sleeping Beauty chronicles        | Adrián Ollé-Laprunez                                                               | Ideatoon Ventana Sur                               | [ 25 ]                             |
| 2022 |                                       | Georgina Hayns                                                                     | Reconocimiento por trayectoria de vida             | [ 27 ]                             |
| 2022 | Acacia 22                             | Edgar Camacho                                                                      | Cómic del año                                      | [ 27 ]                             |
| 2022 | Niña del mar                          | Andrea muñoz Castillo                                                              | Corto animado estudiantil mexicano                 | [ 27 ]                             |
| 2022 | The Soloists                          | Mehrnaz Abdollahinia, Feben Woldehawariat, Razahk Issaka, Celeste Jamneck y Yi liu | Corto estudiantil internacional                    | [ 27 ]                             |
| 2022 | the shadow of my life                 | Hajar Moradi                                                                       | Cortometraje del año                               | [ 27 ]                             |
| 2022 | Resignación                           | Ale Guaní                                                                          | Secuenciarte                                       | [ 27 ]                             |
| 2022 | Momoks                                | Daniel Mastretta, Antonio Uribe y JP Riebeling                                     | Ideatoon                                           | [ 27 ]                             |
| 2022 | The Sun and the Moon                  | Sandra Stobschinski                                                                | Ideatoon Movies                                    | [ 27 ]                             |
| 2022 |                                       | Aimeé Fernández                                                                    | Diseño de etiqueta de mezcal conmemorativo         | [ 27 ]                             |
| 2022 | Nero                                  | Diana Zela                                                                         | Libro álbum Paal                                   | [ 27 ]                             |
| 2022 | KADDY: The Fabulous Chaos Enchantress | Lucila Íñiguez                                                                     | Cartoon Network: Girl Power                        | [ 27 ]                             |
| 2022 | La frontera                           | Christian Arredondo Narváez                                                        | Cortometraje de animación Jurado Joven             | [ 27 ]                             |
| 2022 | Arbor                                 | Valentino Lasso                                                                    | Shortway                                           | [ 27 ]                             |
| 2022 | Malena Melena                         | Alfonzo Suárez Romero                                                              | Guion de largometraje                              | [ 27 ]                             |